# Лісові брати
Лісові брати (ест. metsavennad, латис. mežabrāļi, лит. miško broliai) — загальна назва партизанського опору в країнах Балтії проти радянської окупації, розпочатої за пактом Молотова — Ріббентропа. Цей рух налічував приблизно 170 тисяч вояків, з них 50 тисяч загинули або зникли безвісти.
Це національно-визвольний рух, так він описується у сучасній історіографії Литви, Латвії та Естонії. Натомість, радянська та російська література називає його «профашистським». Аналогічний рух опору в цей період існував також в Україні (УПА), Західній Білорусі (БВА), та Польщі (Армія Крайова).
Назва «лісові брати» була успадкована від латиських партизанів-революціонерів, що діяли у період Російської революції 1905—1907 років.

## Діяльність лісових братів

### Естонія
В Естонії рух опору налічував до 15 тисяч чоловіків протягом 1944—1953 років. Найактивніше лісові брати діяли в районах Пярнумаа та Ляенемаа, Тартумаа та Іда-Вірумаа. За період з 1944 до 1947 року вони здійснили 773 збройних напади, знищивши близько 1000 бійців радянських спецслужб.
Основною організацією опору була «Ліга збройного опору» (ест. RVL (Relvastatud Võitluse Liit)) на чолі з Енделем Редліхом.
Останній естонський партизан Аугуст Саббе загинув 28 вересня 1978 в повіті Вирумаа.

### Латвія
У Латвії ряди лісових братів значною мірою складалися з колишніх вояків Латиського добровольчого легіону СС. Загальна кількість партизанів налічувала до 10 тисяч, ще 20 тисяч чоловік активно допомагали партизанам провіантом і притулком. До 1947 року центральне командування латиського спротиву утримувало штаб-квартиру на вулиці Матіса у Ризі. Латиським партизанам вдалося знищити від 1,5 тисяч (за радянськими джерелами), до 3 тисяч (за латиськими джерелами) чекістів, бійців каральних батальйонів та партійних активістів. Натомість тисячі партизанів були арештовані, і більше десятка тисяч членів сімей та тих, хто підтримував партизан — депортовано.

### Литва

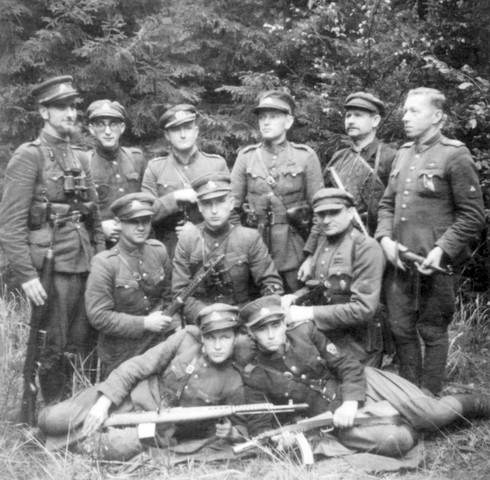
Литовські партизани

У Литві партизанський опір був найсильнішим серед країн Балтії, окремі регіони контролювалися повстанцями до 1949 року. Уникаючи прямих сутичок з червоноармійцями та військами НКВС, литовські партизани ефективно боролися методом саботажу, засідок та вбивств окремих комуністичних діячів.. Керівником лісових братів в Литві був Йонас Жямайтіс (1909—1953), ім'ям якого з 1998 року названа військова школа у Каунасі.

## В культурі

### В документальному кіно
- д/ф «Ми жили в Естонії» — 1996 року, MONOfilm, реж. Андрес Соот.
- д/ф «Війна після війни» — 2002 Естонія, реж. Петер Симм.
- д/ф «Литва проти СРСР» [Архівовано 6 грудня 2017 у Wayback Machine.] — 2004, Канал Росія, реж. Лілія В'югіна.
- д/ф «Незламні» — 2004, Латвія, реж. Райтс Валтерс.
- д/ф «Лісові брати» — 2004, Естонія, реж. Пекка Лехто.
- д/ф «Один на один» — 2004, Daumanto studija, Литва, реж. Йонас Вайткус.
- д/ф «Гаряча холодна війна — група Хаук» — 2004, Ruut Pictures, реж. Рене Вілбре.
- д/ф «Козуля» — 2005, Литва, реж. Йозас Саболіус.
- д/ф «Позивний — Одинак» — 2014 року, Латвія, реж. Нормунд Пуч.
- д/ф «Лісові брати — партизани бункера Іле» — 2014 року, Німеччина, реж. Петр Грімм.
- д/ф «Сестри лісу» — 2016, Латвія.
- д/ф «Forest Brothers — Fight for the Baltics» [Архівовано 4 червня 2018 у Wayback Machine.] — 2017, Латвія, Литва.

### В художньому кіно
- х/ф «Непрохані гості» — 1959 Таллінфільм, реж. Ігор Елцов.
- х/ф «Озирнись у шляху» — 1963 Таллінфільм, реж. Кальуо Кійского.
- х/ф «Народження легенди» — 1963 Канада, реж. Евалд Мягі
- х/ф «Тіні старого замку» — 1966 Таллінфільм, реж. Марія Муат, за повістю Арнольда Негг «Острів велетнів».
- х/ф «Ніхто не хотів помирати» — 1966 Литовська кіностудія, реж. Вітаутас Жалакявічус.
- х/ф «Коли дощ і вітер стукають у вікно» — 1967 Ризька кіностудія, Алоїз Бренч.
- х/ф «Чоловіче літо» — 1970, Литовська кіностудія, реж. Маріонас Гедріс.
- х/ф «Гніздо на вітрі» — 1979, Таллінфільм, реж. Олав Нейланд.
- х/ф «Лісові фіалки» — 1980, Таллінфільм, реж. Кальуо Кійского.
- х/ф «Довга дорога в дюнах» — 1980, Ризька кіностудія, реж. Алоїз Бренч.
- х/ф «Фронт в рідній домівці» — 1984, Ризька кіностудія, реж. Ерікс Лацис.
- х/ф «Державний кордон. Солоний вітер» — 1988, Беларусьфільм, реж. Генадій Іванов.
- х/ф «Ці старі листи любові» — 1992 року, Естонія, реж. Маті Полдре.
- х/ф «СМЕРШ: Легенда для зрадника» — 2011, DIXI Медіа, телесеріал.

### В театрі
- «Заручник» — моноспектакль, реж. Олександра Кругляк, за повістю Фелікса Розінера «Ліловий дим».
- «Межайніс» (Лісовий) — реж. Яніс Балодіс і Валтерс Сіліс, про життя останнього лісового брата.